# Pachyegis princeps
Pachyegis princeps är en mossdjursart som först beskrevs av Norman 1903.  Pachyegis princeps ingår i släktet Pachyegis och familjen Stomachetosellidae. Inga underarter finns listade i Catalogue of Life.